# La cicala e la formica (film)
La cicala e la formica (The Grasshopper and the Ants) è un film del 1934 diretto da Wilfred Jackson. È un cortometraggio d'animazione della serie Sinfonie allegre, basato sull'omonima favola di Esopo. Fu distribuito negli Stati Uniti dalla United Artists il 10 febbraio 1934, e pochi mesi dopo partecipò in concorso alla 2ª Mostra internazionale d'arte cinematografica di Venezia. È stato distribuito in DVD dal 2004 col titolo La cavalletta e le formiche, più fedele al titolo originale e alla trama (nella versione inglese della favola e nel film stesso la protagonista è infatti una cavalletta).

## Trama
Una cavalletta passa le sue giornate suonando il violino, ballando e mangiando foglie. Un giorno, accortasi che le formiche stanno duramente lavorando per raccogliere il cibo, le deride e dice a Andy (una di loro) che c'è cibo su ogni albero e lei non vede alcun motivo per lavorare. Quindi inizia a cantare Com'è bello non far niente e a ballare, trascinando nella danza anche Andy. Ma proprio in quel momento, La regina delle formiche arriva su una lettiga ordina ad Andy di tornare subito a lavorare, poi avverte con rabbia la cavalletta che non sarà più tanto felice quando arriverà l'inverno. Ma la cavalletta respinge allegramente l'avvertimento della regina, perché è convinta che l'inverno sia ancora molto lontano.
Le stagioni però passano in fretta e presto la cavalletta si trova ad arrancare nella neve infreddolita e affamata. Nel frattempo, le formiche stanno banchettando con il cibo che avevano raccolto in primavera. La cavalletta bussa alla loro porta e crolla per il gelo. A questo punto, le formiche la portano dentro, la riscaldano e la nutrono. La cavalletta chiede quindi alla regina di poter rimanere. La monarca le risponde di sì a patto però se lavorerà duramente e le ordina di suonare il suo violino. Così, mentre le formiche danzano, la cavalletta suona e canta allegramente Com'è bello lavorare.

## Produzione
La bozza del film iniziò a circolare nello studio a settembre del 1933. Entro il 3 ottobre la sceneggiatura finale di Bill Cottrell era stata approvata e il 16 ottobre Hugh Hennessy preparò i disegni di layout del film. Al film contribuì anche Joe Grant, che disegnò degli schizzi colorati a pastello. I risultati, notevolmente diversi dal lavoro degli altri artisti degli storyboard, incontrarono l'approvazione di Walt. Pinto Colvig diede voce alla cavalletta, in uno stile molto simile a quello che usava per Pippo. Secondo la sceneggiatura di Cottrell, Colvig avrebbe contribuito anche ai dialoghi e al testo della canzone di Leigh Harline e Larry Morey The World Owes Me a Living (che il doppiatore riutilizzerà in seguito anche per Pippo). L'animazione sul corto iniziò l'8 novembre e terminò entro gennaio, con diversi animatori assegnati a varie sezioni lungo tutto il film.

## Distribuzione

### Edizione italiana
Il film fu distribuito in Italia nel 1934 in lingua originale. Fu doppiato dal Gruppo Trenta per l'inclusione nella VHS Le meravigliose fiabe del Grillo Parlante, uscita nel dicembre 1986. Nel 2004, per l'uscita in DVD, il corto fu ridoppiato dalla Royfilm. Tale doppiaggio venne usato nelle varie occasioni successive.

### Edizioni home video

#### VHS
America del Nord
- Storybook Classics (1982)

Italia
- Le meravigliose fiabe del Grillo Parlante (dicembre 1986)[4]
- Vacanze di Natale in Casa Disney (gennaio 2003)[6]

#### DVD
Il cortometraggio fu distribuito in DVD-Video nel secondo disco della raccolta Silly Symphonies, facente parte della collana Walt Disney Treasures e uscita in America del Nord il 4 dicembre 2001 e in Italia il 22 aprile 2004. In America del Nord fu incluso anche nel primo volume della collana Timeless Tales (uscito il 16 agosto 2005) e nel DVD The Wind in the Willows (uscito il 19 maggio 2009 come quinto volume della collana Walt Disney Animation Collection). In Italia fu invece inserito anche nel DVD Vacanze di Natale in casa Disney, uscito il 4 dicembre 2003.

## Altri media
Il cartone animato ricevette un adattamento a fumetti disegnato da Al Hubbard e pubblicato il 22 luglio 1952 su Silly Symphonies n. 1; in Italia fu pubblicato nel n. 60 di Topolino col titolo "La cavalletta e le formiche".